# Keltisk punk

Treklövern används ofta som en symbol inom keltisk punk

Keltisk punk är en musikgenre som innefattar punk, rock och hardcore blandad med folkmusik i skotsk och irländsk anda.
Artister som räknas till genren är bland annat Dropkick murphys, Flogging Molly, The Pogues, The Real McKenzies, och The Porters. I Sverige företräds stilen av bland andra Sir Reg och Finnegan's Hell.